# Beppe Grillo
Giuseppe Piero Grillo (Génova, Italia, 21 de julio de 1948), más conocido como Beppe Grillo, es un cómico, actor y político italiano que trabaja en el cine, la televisión y el teatro. También es bloguero y su blog cuenta con el mayor número de visitas entre los blog de lengua italiana, siendo una de las páginas web italianas más visitadas con más de 160 000 visitas diarias. En 2009 fue cofundador del Movimiento 5 Estrellas.

## El V-Day
El 14 de junio de 2007 Beppe Grillo lanzó la idea del V-Day, una jornada de movilización pública para la recogida de las firmas necesarias para presentar una ley de iniciativa popular para introducir las preferencias en la actual ley electoral e impedir la oportunidad de presentar candidaturas al Parlamento a los destinatarios de condenas penales o a aquellos que ya han completado dos mandatos.
La elección del nombre del evento, V-Day, está vinculada a una doble referencia:
1. El Día D o D-Day fecha del desembarco en Normandía de los Aliados durante la Segunda Guerra Mundial. Alude a que los ciudadanos italianos "desembarcarán" en la vida política para atacar la corrupción.
2. La película V for Vendetta (cuyo símbolo está presente en el logo del movimiento) a los principios de renovación política de la cual remite a menudo el movimiento.

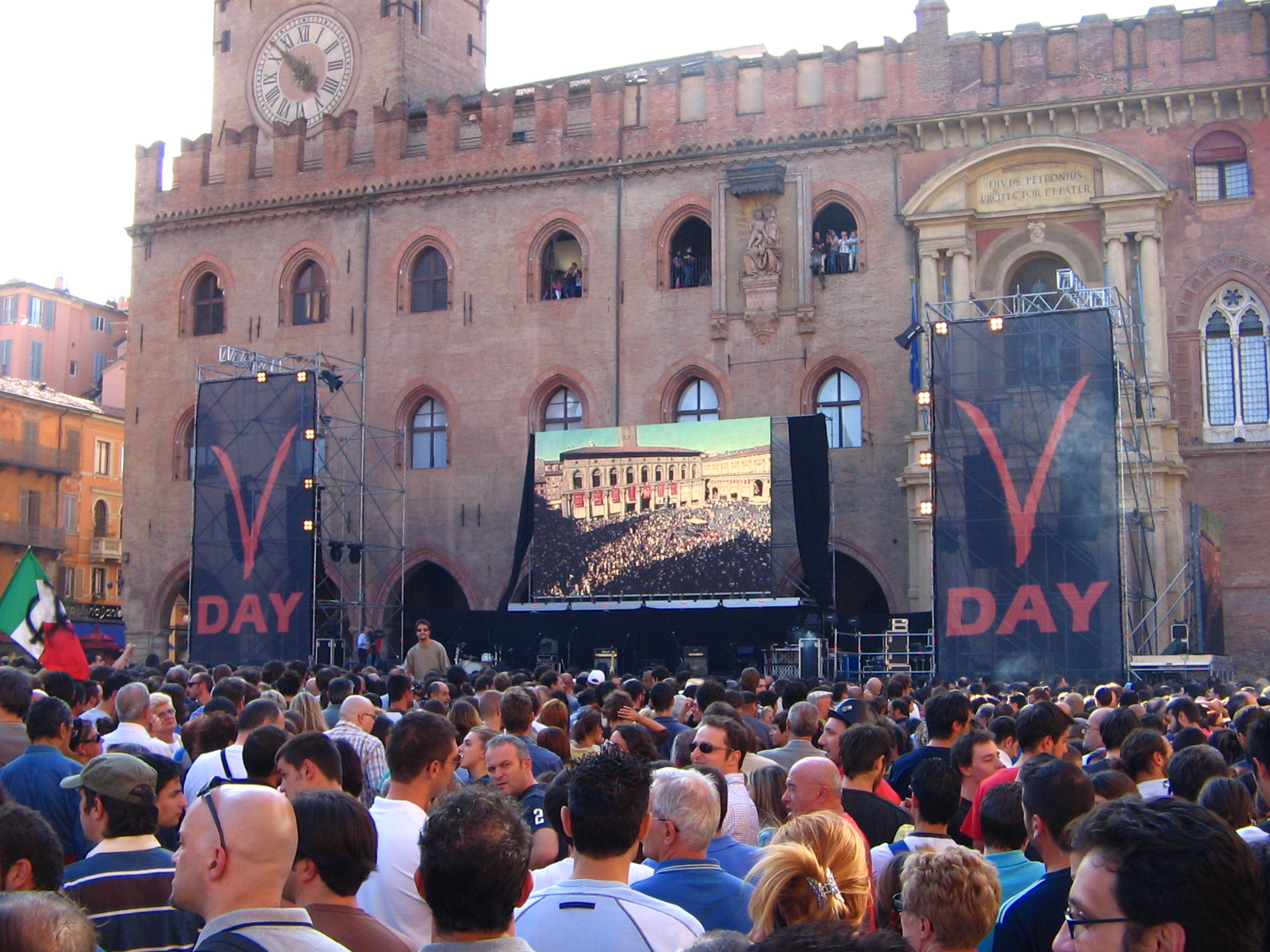
V-Day de Bolonia de 2007

El V-Day, que continuó la iniciativa promovida por Beppe Grillo Parlamento pulito (Parlamento limpio) desde 2006, se llevó a cabo en muchas ciudades italianas el siguiente 8 de septiembre, la fecha elegida para evocar el estado de confusión que vive el estado, como en la misma fecha de 1943, cuando tuvo lugar la Proclamación de Badoglio. Se reunieron 336 000 firmas, muy por encima de las 50 000 necesarias para la presentación de la ley de iniciativa popular. Para la ocasión, Michele Serra acuñó el término «grillismo».
Tras el éxito obtenido, el 25 de abril de 2008 se organizó la V2-Day, un segundo día de movilización encaminado a la recogida de firmas para tres referendos.
El 29 y 30 de septiembre de 2007 en Lucca varios miembros del meetup Amigos de Beppe Grillo y de listas cívicas locales, impulsados por un debate abierto en la red y en la estela de la anterior reunión de Perugia, definieron las líneas políticas para la constitución de listas cívicas. El 10 de octubre, Grillo dio indicaciones sobre cómo crear las listas cívicas.

## Espectáculos en España
Beppe Grillo actuó en España en dos ocasiones. La primera en Barcelona el 19 de mayo de 2011 en el teatro Casino de la Aliança del Poblenou, en su gira Beppe "Grillo is back" organizada por ItaliaES. La segunda en Madrid el 7 de junio de 2011. En Barcelona encuentra algunos exponentes del movimiento 15M que considera tener muchos puntos en común con su Movimiento Cinco Estrellas.

## Elecciones generales de febrero de 2013
En las elecciones generales italianas del 24 y 25 de febrero de 2013, entre los partidos que se presentaban, estaba el partido político del que fue cofundador en 2009, el Movimiento Cinco Estrellas, con el que venían acudiendo a elecciones menores. Grillo no fue candidato. Concebido como una "asociación libre de ciudadanos", sus "cinco estrellas" representan los ejes de su programa: agua pública, movilidad sostenible, desarrollo, conectividad y medio ambiente.
De ideas decrecentistas y ecologistas, las últimas encuestas antes de las elecciones, situaban el partido de Grillo en tercer lugar, por delante del anterior presidente de gobierno, Mario Monti. Grillo ha sabido canalizar el descontento general de un sector de los italianos con la clase política.
Tras los recuentos, los resultados de Grillo superaron todos los pronósticos: "El triunfador de estas elecciones es el Movimiento 5 Estrellas de Beppe Grillo, que se convirtió en el primer partido del Congreso con un 25,5 % (108 diputados). Grillo consiguió un 23,8 % en el Senado (54 senadores)". Con ello, y ante el desplome de Mario Monti, que se interpreta como una descalificación de la política económica vigente en la UE, quedaba abierta la posibilidad de un acuerdo de gobierno entre Grillo y Pier Luigi Bersani, líder del centro-izquierda y principal mayoría en el nuevo Congreso, acuerdo al que Grillo y su partido se opusieron.

## Cambio de liderazgo en M5E
En septiembre de 2017 Grillo dio simbólicamente el relevo del liderazgo del M5E a Luigi Di Maio que ganó unas primarias para ser candidato a primer ministro de Italia en las elecciones generales previstas en 2018.

## Frases
- "Todo lo que no se ve en televisión es verdadero".
- "Internet es nuestra única defensa".